# Fédération Nationale Catholique
A Fédération Nationale Catholique (FNC) foi um movimento francês que atuou nas décadas de 1920 e 1930, com o objetivo de defender a Igreja Católica contra as tendências seculares dos governos da época. A Federação foi fundada em 1924 em resposta à eleição de um governo de esquerda com uma política secularista. Depois de ganhar membros rapidamente e encenar grandes manifestações, logo atingiu seu objetivo de manter a separação do status quo entre a igreja e o estado. O movimento foi perdendo força gradualmente nos anos que se seguiram, embora tenha existido durante o regime de Vichy.

## Formação
O anti-religioso Cartel des Gauches (coalizão de esquerda) venceu as eleições nacionais francesas de 1924 e formou um governo liderado por Édouard Herriot. Sob pressão para lançar um programa anticlerical, Herriot fechou a embaixada do Vaticano e aprovou uma legislação reforçando a educação secular na Alsácia-Lorena. Em resposta, o general Noël Édouard, vicomte de Curières de Castelnau organizou a Fédération Nationale Catholique para defender a igreja contra os laicistas.
O movimento pouco se preocupava com a forma de governo, que poderia ser uma monarquia ou uma república, mas considerava que todos os males da sociedade moderna resultavam da ausência de Deus. A política era vista de uma perspectiva católica.  A Federação foi apoiada pela hierarquia da igreja na França. Jean Guiraud, chefe das Associações Catholiques de Chefs de Famille, apoiou a Federação e divulgou suas reuniões em suas colunas em La Croix. A direita Action Française deu ao FNC muito apoio em sua defesa da liberdade religiosa.

## Sucesso inicial

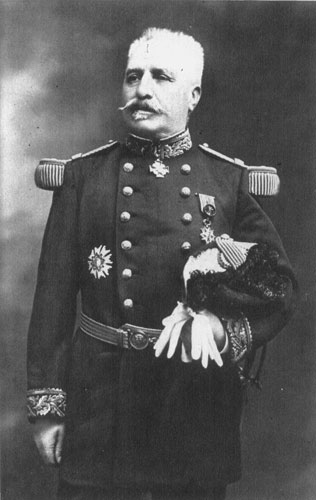
General Édouard de Curières de Castelnau, fundador da Federação

No boletim oficial da Federação, le Point de direction, Castelnau enfatizou a importância da unidade de todos os católicos. O primeiro congresso nacional foi realizado em fevereiro de 1925, quando já havia mais de dois milhões de membros. Em 10 de março de 1925, os cardeais e arcebispos da França publicaram uma declaração atacando "as chamadas leis do secularismo".  Os líderes da igreja disseram às suas congregações para "declarar guerra ao laicismo e seus princípios" até que as leis anticatólicas fossem revogadas.
A Federação realizou comícios e manifestações encenadas, algumas com até 100.000 participantes. O movimento ganhou seus primeiros mártires em 9 de fevereiro de 1925 em Marselha, quando gangues armadas atacaram uma reunião de membros da Federação e dois foram mortos. As vítimas tiveram um funeral impressionante, que serviu para demonstrar a força do movimento e desencorajar novas tentativas de intimidação.
O Cartel des Gauches foi forçado a reverter o curso em 1925, voltando ao status quo em que a França tinha uma embaixada no Vaticano, e a Alsácia-Lorena tinha escolas confessionais, mas onde a Igreja e o Estado estavam rigidamente separados. Este acordo durou até que o marechal Philippe Pétain assumisse o poder em 1940.

## Declínio lento
Em 1926, a Federação tinha 3 milhões de membros.  Depois de 1926, a luta contra o laicismo foi substituída por negociações mais relaxadas com as autoridades.  Embora teoricamente apolítico, o FNC era suspeito de ser de direita em suas simpatias.  A igreja ficou preocupada com os extremistas do movimento Action Française (AF), e em 8 de março de 1927 emitiu um decreto excluindo leitores habituais do jornal Action Française e adeptos do movimento dos sacramentos e das reuniões de grupos católicos como como a FNC, a Juventude Católica e os Escoteiros Católicos. Isso não foi bem-vindo para o número significativo de apoiadores do FNC e da Action Française.
A FNC não apresentou candidatos nas eleições de 1928, mas aconselhou os católicos a votarem apenas em candidatos que apoiassem seu programa publicado. A FNC perdeu autoridade devido ao desejo do Papa Pio XI de manter a Ação Católica completamente livre da política e controlada pela igreja.  O FNC também estava em desacordo com a Igreja sobre a política externa, a favor de Benito Mussolini na Itália e hostil à Alemanha, enquanto o Vaticano apoiava a Liga das Nações.  Para evitar confusão, o FNC foi orientado a renomear seu jornal de Action Catholique de France para La France Catholique. À medida que avançava a década de 1930, a Igreja também começou a apoiar os governos eleitos da Terceira República e aconselhou a FNC a fazer o mesmo, em vez de promover uma agenda separada.
Escrevendo a seu filho em 17 de junho de 1940, um dia após a tomada do poder pelo marechal Pétain, Castelnau disse: "Estou arrasado. Deus nos deu um castigo severo pelos males da Revolução Francesa. A França renunciou ao seu passado; ela não quis lutar."  No entanto, os membros do FNC geralmente saudaram a adesão do Marechal Pétain com suas políticas pró-católicas. A FNC continuou sob o regime de Vichy, mas gradualmente perdeu influência.

## Líderes

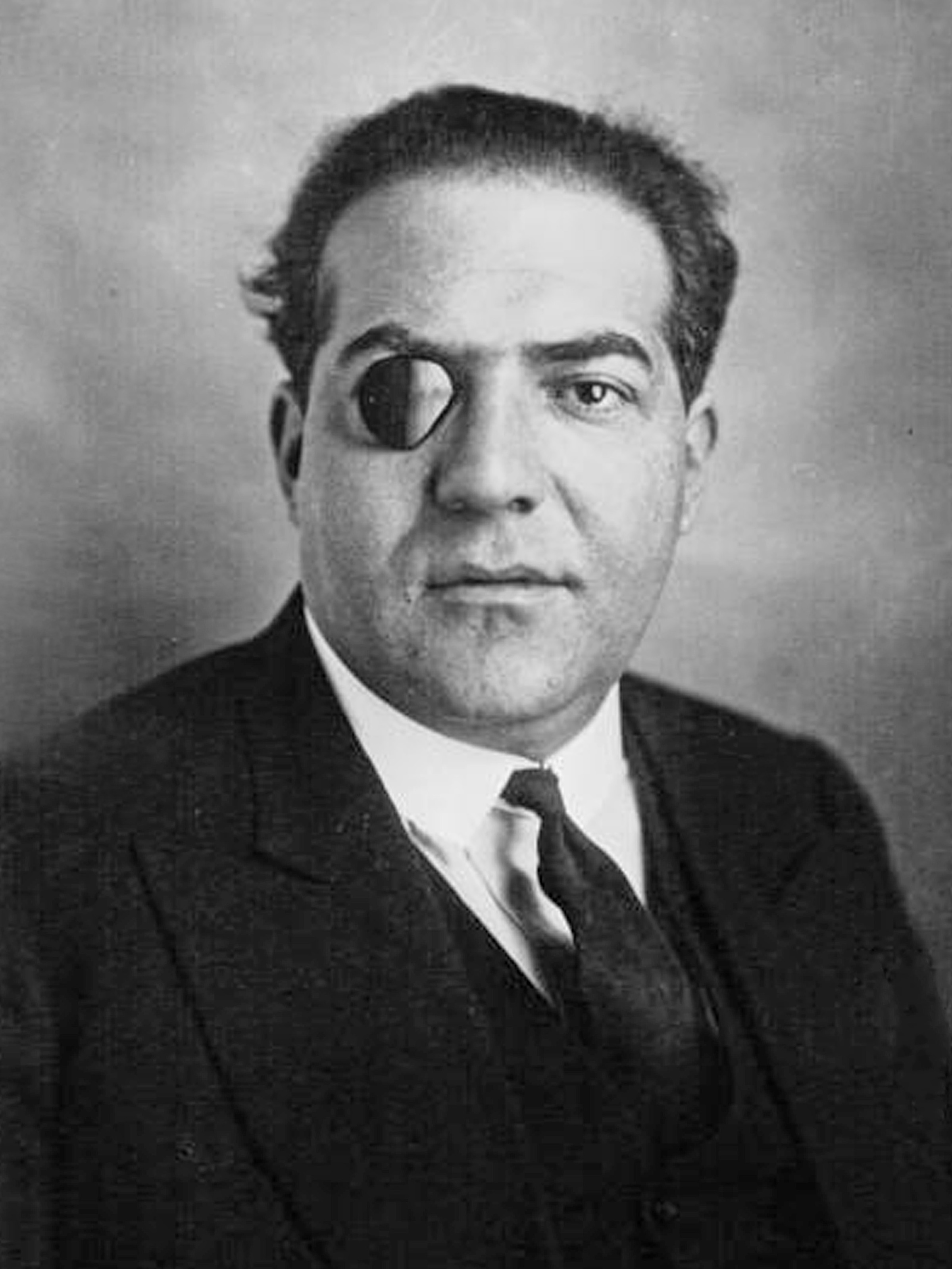
Xavier Vallat, um militante de direita da FNC, mais tarde preso por sua perseguição aos judeus sob Vichy

Noël-Marie-Joseph-Édouard de Curières de Castelnau nasceu em Languedoc em 1851, ingressou no exército e lutou na Guerra Franco-Prussiana de 1870-1871. Com a eclosão da Primeira Guerra Mundial, ele era vice-chefe do Estado-Maior do comandante do exército. Ele ocupou vários comandos seniores. Após a guerra, ele renunciou ao exército e em 1919 foi eleito deputado representando a direita católica. Ele perdeu sua cadeira em 1924 e logo depois fundou a FNC.  Castelnau foi um monarquista que combinou patriotismo extremo com catolicismo extremo.  General Castelnau forneceu financiamento para outros grupos de direita, incluindo a fascista Légion de Antoine Rédier e as Jeunesses Patriotes de Pierre Taittinger.  Ele morreu em 19 de março de 1944. 
Outros líderes incluíram Abbé Bergey, um deputado por Bordeaux e um orador convincente, e Philippe Henriot, um anticomunista de direita e anti-republicano. Henriot apoiou Franco na Guerra Civil Espanhola e apoiou o armistício de 1940 com a Alemanha durante a Segunda Guerra Mundial. Ele acreditava que a França e a Alemanha deveriam se unir na luta contra o comunismo, o inimigo do cristianismo. Henriot se tornou o ministro da Informação e Propaganda de Vichy. Ele foi assassinado por combatentes da Resistência em Paris em 28 de junho de 1944, e recebeu um funeral de estado liderado pelo arcebispo de Paris.
O militante da FNC Xavier Vallat foi compelido a aceitar a proibição papal da filiação à Action Française, mas apenas com relutância, uma vez que pensava que a Action Française e a FNC estavam lutando contra o mesmo inimigo, e tinha muitos amigos na Action Française. Vallat preservou seus contatos pessoais no AF e permaneceu um apoiador de Charles Maurras. Após a Segunda Guerra Mundial, os dois cumpriram penas de prisão por colaboração com os alemães.
Os líderes do movimento não eram todos de direita em suas opiniões. O abade Desgranges, líder da FNC, simpatizava com os democratas-cristãos. Em uma reunião, ele respondeu a um questionador comunista dizendo que a Igreja Católica não apoiava nenhum partido político, mas que ele se opunha pessoalmente ao fascismo. 